# Guillaume Guilhou
Guillaume Jean-François Guilhou est un homme politique français né en 1740 à Luzech (Lot) et décédé le 19 mai 1833 à Saint-Vincent-de-Rive-d'Ott (Lot).
Homme de loi, il est député du Lot de 1791 à 1792.

## Sources
- « Guillaume Guilhou », dans Adolphe Robert et Gaston Cougny, Dictionnaire des parlementaires français, Edgar Bourloton, 1889-1891 [détail de l’édition]